# Pasaż Pietrowski
Pasaż Pietrowski (ros Петровский Пассаж) – ekskluzywny dom towarowy otwarty na ulicy Pietrowka w centrum Moskwy w 1906. 

## Opis
Inżynier Władimir Szuchow, odpowiedzialny także za GUM i Wieżę Szuchowa, zaprojektował zakryte arkady z dwóch szerokich trzypiętrowych galerii pokrytych wysokim półwalcowym sklepieniem szklanym. W drugiej kondygnacji naprzeciwko galerii połączone są znakomicie zaprojektowane wybiegi żelbetowe. 
W 1990 dom towarowy został odnowiony i stanowi centrum jednej z najdroższych ulic handlowych w Europie.